# Crypsicerus
Crypsicerus is een geslacht van rechtvleugeligen uit de familie Lathiceridae. De wetenschappelijke naam van dit geslacht is voor het eerst geldig gepubliceerd in 1888 door Saussure.

## Soorten
Het geslacht Crypsicerus omvat de volgende soorten:
- Crypsicerus cubicus Saussure, 1888
- Crypsicerus glabra Miller, 1932